# مات شارب
مات شارب (بالإنجليزية: Matt Sharp)‏ هو مغن مؤلف وملحن أمريكي، ولد في 22 سبتمبر 1969 في بانكوك في تايلاند.

## وصلات خارجية
- الموقع الرسمي
- مات شارب على موقع IMDb (الإنجليزية)
- مات شارب على موقع ميوزك برينز (الإنجليزية)
- مات شارب على موقع رولينغ ستون (الإنجليزية)
- مات شارب على موقع إن إن دي بي (الإنجليزية)
- مات شارب على موقع أول ميوزيك (الإنجليزية)
- مات شارب على موقع ديسكوغز (الإنجليزية)